# Internet Dating Superstuds
Internet Dating Superstuds è un album della band The Vandals pubblicato nel 2002.

## Tracce
1. 43210-1 – 2:43
2. Appreciate My Honesty – 2:35
3. I'm Becoming You – 2:42
4. Dispropotioned Head – 2:09
5. Soccer Mom – 2:58
6. We'll All Get Laid – 2:27
7. Little Weirdo – 3:06
8. I Can't Wait – 2:44
9. Where's Your Dignitiy? – 3:11
10. My Brain Tells My Body – 3:01
11. When I Say You I Mean Me – 2:20
12. The Unseen Tears Of The Albacore – 3:11
13. My Brother Is Gay – 2:33
14. Lord Of The Dance – 3:11
15. Count To Ten – 2:41

## Formazione
- Dave Quackenbush - voce
- Warren Fitzgerald - chitarra, voce d'accompagnamento
- Joe Escalante - basso, voce d'accompagnamento, tromba in My Brother is Gay
- Josh Freese - batteria

## Crediti[2]
- Ryan Williams - produttore, ingegnere del suono
- Jeremy Blair - assistente ingegnere del suono
- Parker Jacobs - grafica di copertina
- Ryan James - layout
- Lisa Johnson - fotografia
- Paul Q. Kolderie - missaggio
- Eddy Schreyer - mastering
- Mick Stern - art direction